# Jules Le Blanc
Pour les articles homonymes, voir Le Blanc.
Jules Le Blanc (1832-1910) est un ingénieur, constructeur et mécanicien français.
Il est enterré au cimetière du Père-Lachaise (11e division).